# Улица Братьев Зданевичей
Улица Братьев Зданевичей (груз. ძმები ზდანევიჩების ქუჩა) — короткая (менее 100 м) улица в Тбилиси, в историческом районе Старый город, от Площади Вахтанга Горгасали до улицы Бетлеми. Популярный туристический маршрут по городу.

## История

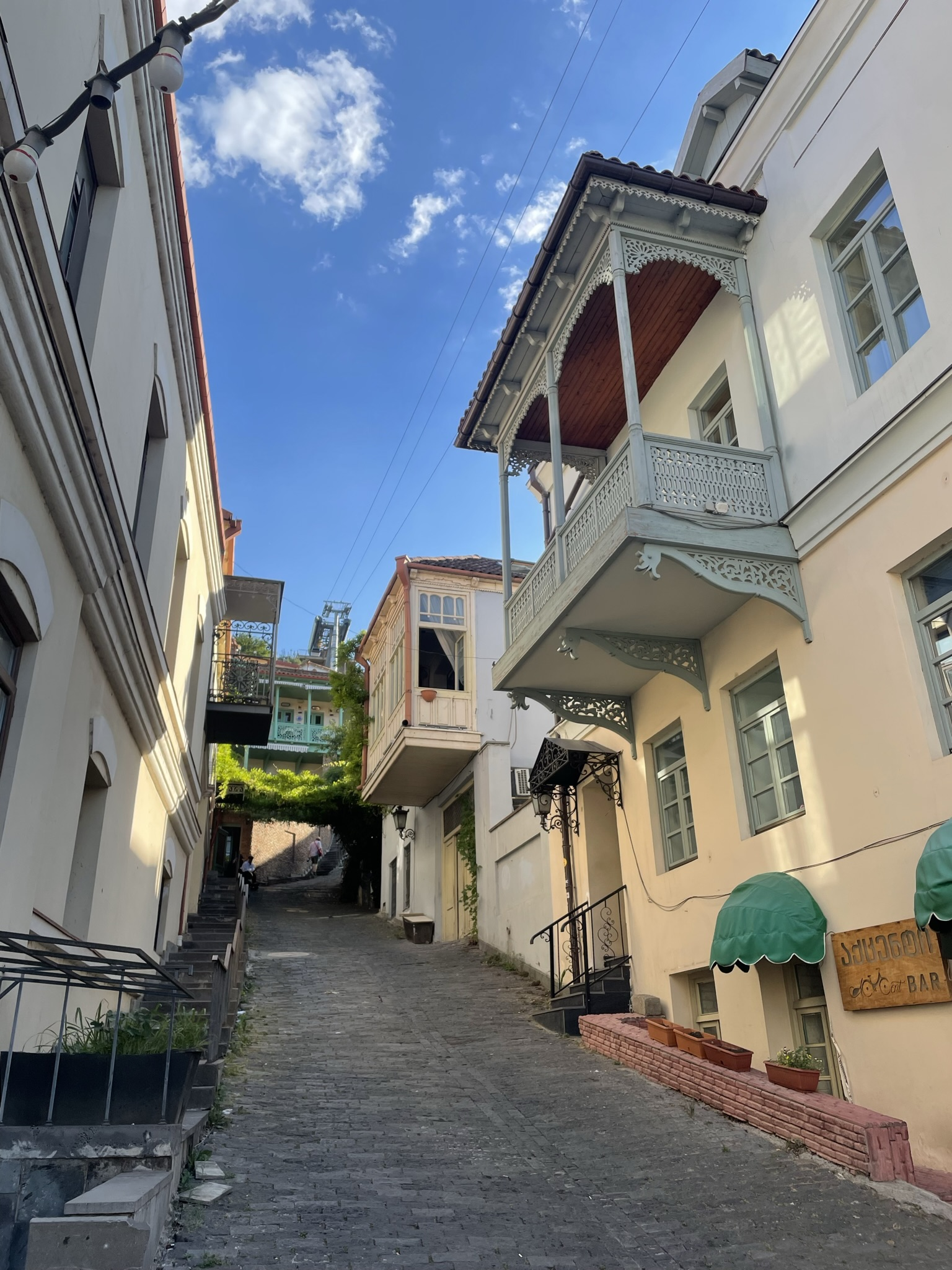
Улица Братьев Зданевичей

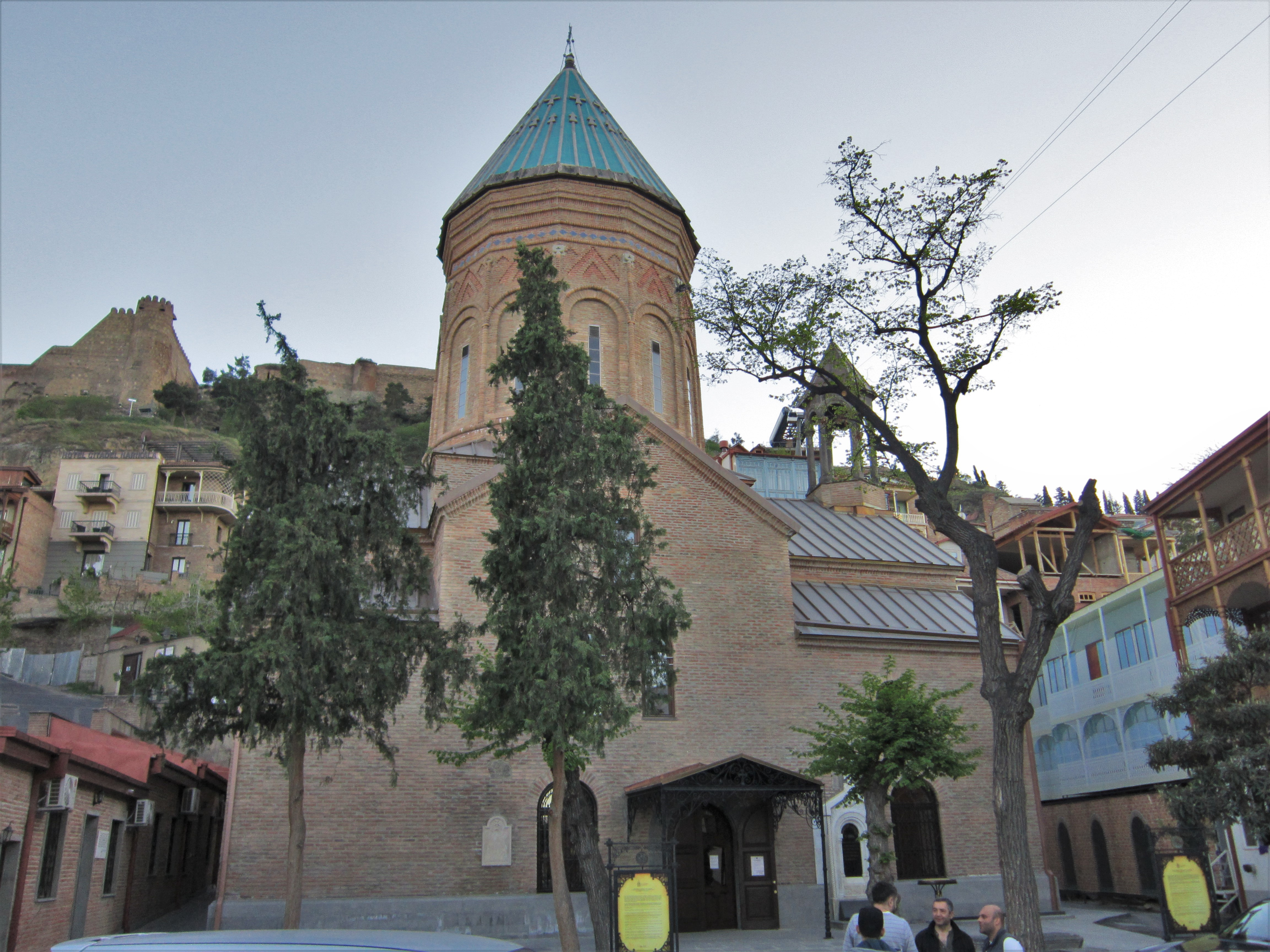
Церковь Сурб-Геворг

Современное название в честь известных деятелей культуры, открывших миру Пиросмани, братьев Ильи (1894—1975) и Кирилла (1892—1969) Зданевичей. Прежнее название — 1-й переулок Горгасали.
Район улицы был застроен с древнейших времён. Сохранившаяся в районе улицы церковь Сурб Геворг, одна из старейших в городе, построена в XIII веке выходцем из города Карина (современный Эрзурум) князем Умеком. Близость к главной рыночной площади города — Майдану (ныне — Площадь Горгасали) определила торгово-ремесленный характер улицы.
Район улицы был разорён персами во время нашествия Ага Магомет хана (1795).
Вся гражданская застройка улицы (на плане царевича Вахушти 1735 года район улицы плотно застроен) была разрушена, церковь Сурб Геворг была ограблена и сожжена изнутри, но внешне уцелела. Восстановление улицы происходило уже в середине XIX — начале XX века, после вхождения Грузии в состав Российской империи (1805) с возможным изменением трассировки улицы.
Улица реконструирована, в её начале возведён крупный ресторанный комплекс «Мачахело» (д. 5) и «Самикитно» (ул. Котэ Абхази, 44).

## Достопримечательности
Улица является одной из границ территории церкви Сурб Геворг.